# Accordi di Pasqua
Gli Accordi di Pasqua, così chiamati perché vennero stipulati il 16 aprile 1938, giorno di Sabato santo, furono degli accordi fra Gran Bretagna e Italia che appianavano i contrasti nelle politiche medio-orientali dei due Paesi e garantivano la libera disponibilità al transito nel lago Tana e nel Canale di Suez.
A fronte dell'impegno britannico per la promozione della causa imperiale italiana nell'ambito della Società delle Nazioni, l'Italia si impegnava a ritirare le proprie milizie impegnate in Spagna a guerra conclusa, assicurando al tempo stesso di non avere alcuna mira espansionistica in terra spagnola. Ciò fu un successo per Mussolini, il quale ottenne nei fatti un tacito assenso (appeasement) per continuare l'invio in Spagna di uomini e mezzi fino alla definitiva vittoria di Francisco Franco..
Gli accordi erano la conferma di un gentlemen's agreement del 2 gennaio 1937 tra i due stati, che poneva i suoi presupposti nello scambio di lettere, avvenuto i mesi precedenti, tra il ministro degli esteri Galeazzo Ciano e l'ambasciatore inglese a Roma lord James Eric Drummond Perth. Si stabiliva il reciproco interesse del diritto di entrata, uscita e transito nelle acque del Mediterraneo, e di evitare la modifica dello «status quo relativo alla sovranità nazionale dei territori del bacino del Mediterraneo».